# Wojciech Brzoska

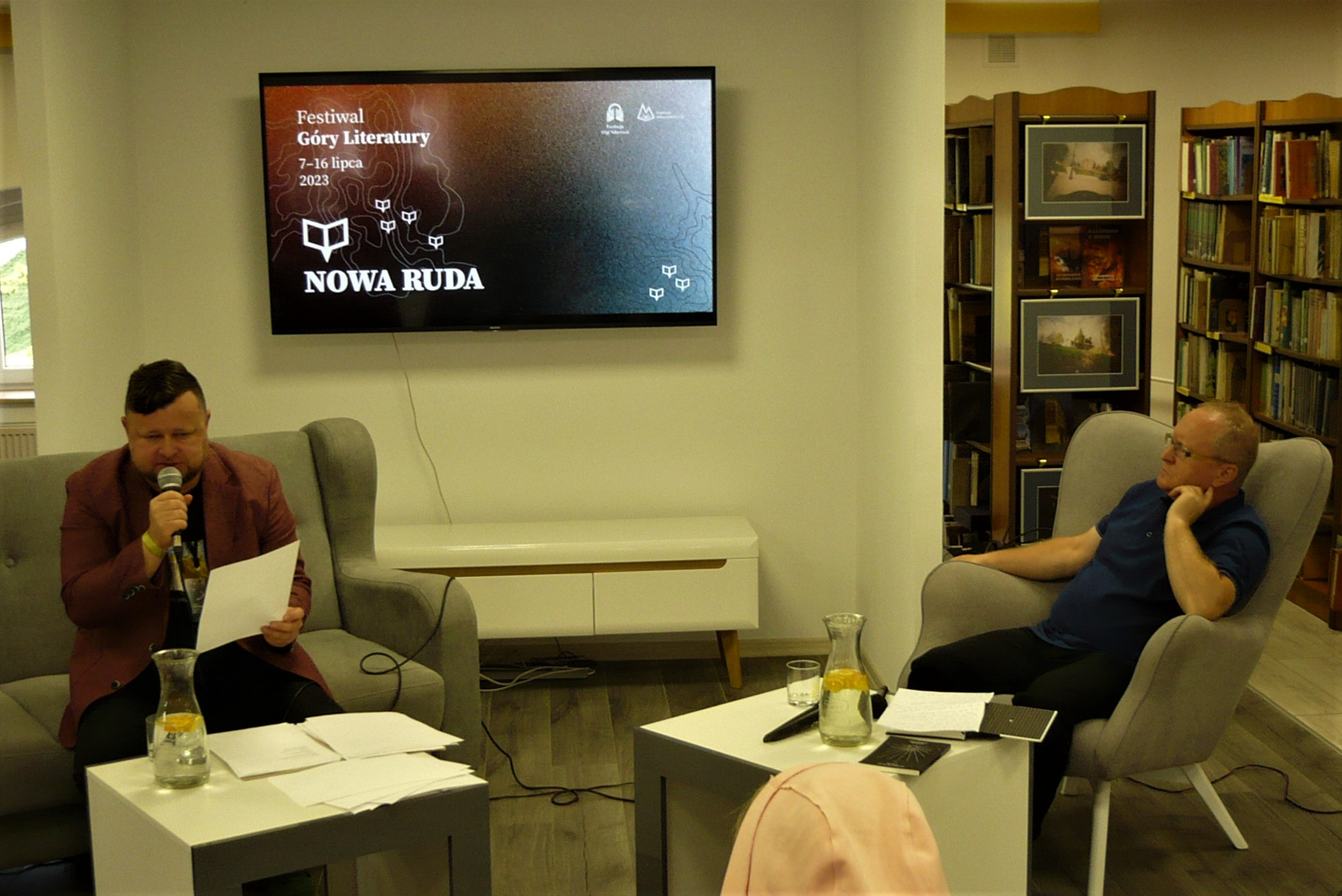
Wojciech Brzoska (L), IX Festiwal Góry Literatury, 2023

Wojciech Brzoska (ur. 5 kwietnia 1978 w Bytomiu) – polski poeta, wokalista, major Służby Więziennej w stanie spoczynku.

## Życiorys
W 1997 ukończył IV Liceum Ogólnokształcące im. Stanisława Staszica w Sosnowcu. W 2002 ukończył studia kulturoznawstwa na Uniwersytecie Śląskim w Katowicach. Zawodowo od 2002 związany z więziennictwem. Pracował w areszcie śledczym w Katowicach jako wychowawca ds. kulturalno-oświatowych (kaowiec). Był organizatorem wielu spotkań literackich oraz koncertów dla osadzonych. Był pomysłodawcą i organizatorem adresowanego do więźniów Ogólnopolskiego Konkursu Poetyckiego im. Jeana Geneta. W latach 2022–2023 pełnił funkcję rzecznika prasowego aresztu śledczego w Katowicach.
Jako poeta zadebiutował w 1998 kilkoma wierszami, opublikowanymi na łamach czasopisma literackiego „FA-art”. Jest autorem kilkunastu tomików wierszy. Jego wiersze zostały zamieszczone w antologiach polskich i zagranicznych (Stany Zjednoczone, Niemcy, Hiszpania, Serbia, Słowenia, Czechy, Słowacja). Utwory publikował w czasopismach literackich i kulturalnych (m.in. Tygodnik Powszechny, Odra, Twórczość, Przekrój, Czas Kultury, Zeichen & Wunder, Sodobnost, Cordite Poetry Review, Manuskripte). W latach 2003–2005 był redaktorem magazynu literackiego Kursywa. Był również redaktorem działu poezji w internetowym dwutygodniku kulturalnym artPAPIER. Został pierwszym laureatem Nagrody Otoczaka (2007). W 2022 roku nakładem Biblioteki Śląskiej w Katowicach ukazała się monografia: „Poetyka ucha. O wierszach Wojciecha Brzoski”.
W 2011 był współtwórcą i wokalistą zespołu muzycznego Brzoska i Gawroński. Był również współzałożycielem zespołów Brzoska/Marciniak/Markiewicz (Brzoska Kolektyw) oraz Piksele. Z zespołami nagrał kilka płyt, zagrał też wiele koncertów.
Mieszka w Katowicach.

## Twórczość

### Książki poetyckie
- Blisko coraz dalej, IW Świadectwo, Bydgoszcz 2000. ISBN 83-87531-54-5
- Niebo nad Sosnowcem, Lampa i Iskra Boża, Warszawa 2001. ISBN 83-86735-70-8
- Wiersze podejrzane, Mamiko, Nowa Ruda 2003. ISBN 83-918660-5-X
- Sacro casco, Mamiko, Nowa Ruda 2006. ISBN 83-60224-10-2
- Przez judasza, Portret, Olsztyn 2008. ISBN 978-83-60477-15-1
- Drugi koniec wszystkiego, Instytut Mikołowski, Mikołów 2010. ISBN 978-83-60949-88-7
- W każdym momencie, na przyjście i odejście, WBPiCAK, Poznań 2015. ISBN 978-83-64504-36-5
- Jutro nic dla nas nie ma, Dom Literatury w Łodzi, Łódź 2017. ISBN 978-83-62733-61-3
- Ucho środkowe, Dom Literatury w Łodzi, Łódź 2020 ISBN 978-83-66318-19-9
- Plejady, Biblioteka Śląska, Katowice 2021. ISBN 978-83-64210-85-3
- Senny ofsajd, Convivo, Warszawa 2022. ISBN 978-83-965949-3-8
- Fuertemuerte, Dom Literatury w Łodzi, Łódź 2024 ISBN 978-83-8379-009-1[7]
- Dziesięć tysięcy kroków, Fundacja Kultury AFRONT, Bukowno 2025 ISBN 978-83-969436-8-2

### Płyty LP
- Brzoska i Gawroński Nunatak, Ars Cameralis, Katowice 2012
- Brzoska i Gawroński, Słońce, lupa i mrówki, WBPiCAK, Poznań 2015
- Brzoska i Gawroński, Zapominanie, Fundacja im. Karpowicza, Wrocław 2019
- Brzoska/Marciniak/Markiewicz, Brodzenie, Fundacja Kaisera Soze 2018
- Brzoska/Marciniak/Markiewicz, Wpław, Fundacja Kaisera Soze 2019
- Piksele, Martwe, Czar Prysł, 2020

### Wybrane publikacje w antologiach
- W swoją stronę. Antologia młodej poezji Śląska i Zagłębia. Wyb., oprac. i wstęp P. Majerski, Katowice 2000
- Zagłębie poetów. Antologia. Wyb. i oprac. M. Kisiel, P. Majerski, Katowice 2002
- Antologia nowej poezji polskiej 1990–2000. Red. M. Czyżowski, R. Honet, Kraków 2004
- Martwe punkty. Antologia poezji „Na Dziko” (1994–2003). Wyb. i oprac. Dariusz Pawelec, Katowice 2004
- In Our Own Words. Volume 5. A Generation Defining Itself. Oprac. M.P. Weaver, Stany Zjednoczone 2004
- Navigationen. 2. Transatlantisches Treffen Junger Autoren 2004. Wyb. B.T. Pohle, Berlin 2005
- Dnevi poezije in vina, Oprac. J. Ciglenecki, D. Dragojevic, S. Grobovsek, Medana 2005
- Mrtvé body. Antologie poezie Na divoko, Ostrawa 2006 (Mrtve body. Antologia poézie zo Sliezska, Bratislava 2006)
- Pisane światłem. Antologia poezji inspirowanej fotografią. Oprac. B. Marek, Z. Harasym, T. Kaliściak, Olszanica 2007
- Stanje pripravnosti. Pregled savremene poljske poezije – autori rođeni 1960. Godine i kasnije. Wyb. A. Šaranac, Serbia 2010
- Poesia a contragolpe. Antologia de poesia polaca contemporanea (autores nacidos entre 1960 y 1980. Oprac. A. Murcia, G. Beltran, X. Farre, Saragossa 2012
- Węzły, sukienki, żagle. Nowa poezja, ojczyzna i dziewczyna. Antologia wierszy współczesnych. Oprac. A. Fryz, Kutno 2013
- Przewodnik po zaminowanym terenie. Helikopter. Antologia tekstów z lat 2011–2015. Wyb. i oprac. K. Śliwka, M. Śnieciński, Wrocław 2016

### Wybrane opracowania twórczości
- Literackie Zagłębie, pod red. M. Kisiela, P. Majerskiego, Sosnowiec 2003
- A. Dziadek: Obrazy i wiersze. Z zagadnień interferencji sztuk w polskiej poezji współczesnej, Katowice 2004
- Paweł Majerski, Brzoska Wojciech, w: Pisarze i badacze literatury w Zagłębiu Dąbrowskim. Słownik biobibliograficzny, tom 1 (pod redakcją Pawła Majerskiego), Sosnowiec 2002, s. 15–17
- K. Maliszewski: Rozproszone głosy. Notatki krytyka, Warszawa 2006
- J. Klejnocki: Literatura w czasach zarazy. Szkice i polemiki, Warszawa 2006
- B. Bodzioch-Bryła: Ku ciału post-ludzkiemu... Poezja polska po 1989 roku wobec nowych mediów i nowej rzeczywistości, Kraków 2006
- Pisarze z Zagłębia, pod red. M. Kisiela, P. Majerskiego, Sosnowiec 2010
- M. Boczkowska: Codzienność, wyobraźnia, metafizyka. Poezja na Górnym Śląsku i w Zagłębiu Dąbrowskim po roku 1989, Katowice 2010
- M. Orliński: Płynne przejścia. Szkice o współczesnej poezji polskiej, Mikołów 2011
- P. Kozioł: Przerwane procesy. Szkice o poezji najnowszej, Warszawa 2011
- E. Sołtys-Lewandowska: O „ocalającej nieporządek rzeczy” polskiej poezji metafizycznej i religijnej drugiej polowy XX i początków XXI wieku, Kraków 2015
- A. Kałuża, Trzeźwe obserwacje, w: Nowe Książki, nr 6/2010
- G. Tomicki, Notatki na stronie, w: Odra, nr 12/2015
- P. Kuliński, Poeta jak broker słów, w: Wyspa, nr 3/2015
- J. Świąder, recenzja płyty Słońce, lupa i mrówki, w : Gazeta Wyborcza, nr 21/7/15[8]
- Zbigniew Kadłubek, Jan Baron (red.) Poetyka ucha. O twórczości Wojciecha Brzoski. Wyd. Biblioteka Śląska, Katowice 2022